# Crocus caeruleus

Crocus caeruleus es una especie de planta fanerógama del género Crocus perteneciente a la familia de las Iridaceae. Es originaria de Bosnia y Herzegovina

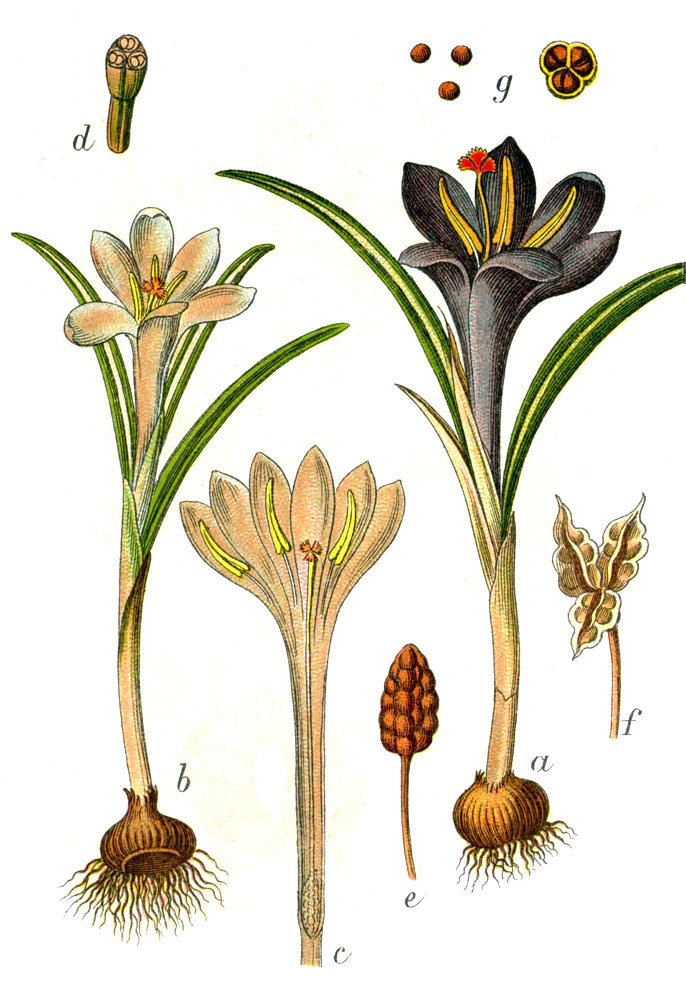
Ilustración

## Descripción
Crocus angustifolius tiene un cormo perenne que alcanza un tamaño de 5 cm de alto y ancho. Las hojas similares al pasto son estrechas con franja central de plata y aparecen a finales de invierno o principios de primavera. Les siguen las flores de color amarillo brillante que son fragantes con manchas marrón en los pétalos exteriores.

## Taxonomía
Crocus caeruleus fue descrita por Richard Weston y publicado en Bot. Univ. 2: 237. 1771.
Etimología
Crocus: nombre genérico que deriva de la palabra griega:
κρόκος ( krokos ). Esta, a su vez, es probablemente una palabra tomada de una lengua semítica, relacionada con el hebreo כרכום karkom, arameo ܟܟܘܪܟܟܡܡܐ kurkama y árabe كركم kurkum, lo que significa " azafrán "( Crocus sativus ), "azafrán amarillo" o la cúrcuma (ver Curcuma). La palabra en última instancia se remonta al sánscrito kunkumam (कुङ्कुमं) para "azafrán" a menos que sea en sí mismo descendiente de la palabra semita.
caeruleus: epíteto latíno que significa "de color azul".
Sinonimia
- Crocus acutiflorus Seidl
- Crocus albiflorus Kit. ex Schult.
- Crocus appendiculatus A.Kern. ex Maw
- Crocus heuffelianus subsp. albiflorus (Kit. ex Schult.) Nyman
- Crocus montanus Hoppe ex Maw
- Crocus montenegrinus A.Kern. ex Maw
- Crocus parviflorus (J.Gay) E.H.L.Krause
- Crocus pygmaeus Lojac.
- Crocus rubens Weston
- Crocus siculus Tineo
- Crocus vernus var. acutiflorus (Seidl) Nyman
- Crocus vernus subsp. albiflorus (Kit. ex Schult.) Ces.
- Crocus vernus var. albiflorus (Kit. ex Schult.) Herb.
- Crocus vernus var. parviflorus J.Gay
- Crocus vernus subsp. siculus (Tineo) Nyman
- Crocus vilmae Fiala	[6][7]